# Winterland 1973: The Complete Recordings
Winterland 1973: The Complete Recordings je koncertní box set, obsahující celkem devět CD. Nahrávky pocházejí z dní 9.-11. listopadu 1973, kdy byli nahrány v Winterland Ballroom v San Franciscu, v Kalifornii. Album vyšlo 1. dubna 2008. Speciální verze obsahuje i bonusový disk, který byl nahrán 4. prosince 1973 v Cincinnati Gardens, Cincinnati, Ohio.

## Seznam skladeb
| Disk 1 | Disk 1               | Disk 1                       | Disk 1 |
| Pořadí | Název                | Autor                        | Délka  |
| ------ | -------------------- | ---------------------------- | ------ |
| 1.     | Promised Land        | Berry                        | 3:21   |
| 2.     | Brown-Eyed Woman     | Garcia, Hunter               | 5:08   |
| 3.     | Me and Bobby McGee   | Kristofferson, Foster        | 5:59   |
| 4.     | They Love Each Other | Garcia, Hunter               | 5:42   |
| 5.     | Black-Throated Wind  | Weir, Barlow                 | 7:08   |
| 6.     | Don't Ease Me In     | trad., arr. by Grateful Dead | 4:37   |
| 7.     | Mexicali Blues       | Weir, Barlow                 | 3:44   |
| 8.     | Row Jimmy            | Garcia, Hunter               | 9:03   |
| 9.     | The Race Is On       | Rollins                      | 3:57   |
| 10.    | China Cat Sunflower  | Garcia, Hunter               | 7:35   |
| 11.    | I Know You Rider     | trad., arr. by Grateful Dead | 5:27   |

| Disk 2 | Disk 2                                | Disk 2             | Disk 2 |
| Pořadí | Název                                 | Autor              | Délka  |
| ------ | ------------------------------------- | ------------------ | ------ |
| 1.     | Playing in the Band                   | Weir, Hart, Hunter | 20:53  |
| 2.     | Here Comes Sunshine                   | Garcia, Hunter     | 11:52  |
| 3.     | Me and My Uncle                       | Phillips           | 3:44   |
| 4.     | To Lay Me Down                        | Garcia, Hunter     | 8:11   |
| 5.     | Big River                             | Cash               | 5:29   |
| 6.     | Mississippi Half-Step Uptown Toodeloo | Garcia, Hunter     | 8:30   |
| 7.     | Greatest Story Ever Told              | Weir, Hunter       | 5:10   |
| 8.     | Bertha                                | Garcia, Hunter     | 6:12   |

| Disk 3 | Disk 3                          | Disk 3                       | Disk 3 |
| Pořadí | Název                           | Autor                        | Délka  |
| ------ | ------------------------------- | ---------------------------- | ------ |
| 1.     | Weather Report Suite            | Weir, Andersen, Barlow       | 15:38  |
| 2.     | Eyes of the World               | Garcia, Hunter               | 16:43  |
| 3.     | China Doll                      | Garcia, Hunter               | 5:57   |
| 4.     | Around and Around               | Berry                        | 5:05   |
| 5.     | Goin’ Down The Road Feeling Bad | trad., arr. by Grateful Dead | 8:01   |
| 6.     | Johnny B. Goode                 | Berry                        | 4:25   |

| Disk 4 | Disk 4                   | Disk 4         | Disk 4 |
| Pořadí | Název                    | Autor          | Délka  |
| ------ | ------------------------ | -------------- | ------ |
| 1.     | Bertha                   | Garcia, Hunter | 7:11   |
| 2.     | Jack Straw               | Weir, Hunter   | 5:15   |
| 3.     | Loser                    | Garcia, Hunter | 6:40   |
| 4.     | Looks Like Rain          | Weir, Barlow   | 7:50   |
| 5.     | Deal                     | Garcia, Hunter | 4:40   |
| 6.     | Mexicali Blues           | Weir, Barlow   | 3:42   |
| 7.     | Tennessee Jed            | Garcia, Hunter | 8:39   |
| 8.     | El Paso                  | Robbins        | 4:54   |
| 9.     | Brokedown Palace         | Garcia, Hunter | 6:12   |
| 10.    | Beat It On Down the Line | Fuller         | 3:51   |
| 11.    | Row Jimmy                | Garcia, Hunter | 8:51   |

| Disk 5 | Disk 5               | Disk 5                 | Disk 5 |
| Pořadí | Název                | Autor                  | Délka  |
| ------ | -------------------- | ---------------------- | ------ |
| 1.     | Weather Report Suite | Weir, Andersen, Barlow | 18:26  |
| 2.     | Playing in the Band  | Weir, Hart, Hunter     | 11:59  |
| 3.     | Uncle John's Band    | Garcia, Hunter         | 9:39   |
| 4.     | Morning Dew          | Dobson                 | 12:24  |
| 5.     | Uncle John’s Band    | Garcia, Hunter         | 1:50   |
| 6.     | laying in the Band   | Weir, Hart, Hunter     | 7:38   |

| Disk 6 | Disk 6                  | Disk 6                     | Disk 6 |
| Pořadí | Název                   | Autor                      | Délka  |
| ------ | ----------------------- | -------------------------- | ------ |
| 1.     | Big River               | Cash                       | 5:12   |
| 2.     | Stella Blue             | Garcia, Hunter             | 8:19   |
| 3.     | Truckin'                | Garcia, Lesh, Weir, Hunter | 12:18  |
| 4.     | Wharf Rat               | Garcia, Hunter             | 8:43   |
| 5.     | Sugar Magnolia          | Weir, Hunter               | 10:39  |
| 6.     | One More Saturday Night | Weir                       | 5:28   |
| 7.     | Casey Jones             | Garcia, Hunter             | 7:05   |

| Disk 7 | Disk 7                   | Disk 7                | Disk 7 |
| Pořadí | Název                    | Autor                 | Délka  |
| ------ | ------------------------ | --------------------- | ------ |
| 1.     | Promised Land            | Berry                 | 3:42   |
| 2.     | Bertha                   | Garcia, Hunter        | 6:04   |
| 3.     | Greatest Story Ever Told | Weir, Hunter          | 6:07   |
| 4.     | Sugaree                  | Garcia, Hunter        | 7:56   |
| 5.     | Black-Throated Wind      | Weir, Barlow          | 7:47   |
| 6.     | To Lay Me Down           | Garcia, Hunter        | 8:28   |
| 7.     | El Paso                  | Robbins               | 4:45   |
| 8.     | Ramble On Rose           | Garcia, Hunter        | 7:04   |
| 9.     | Me and Bobby McGee       | Kristofferson, Foster | 5:56   |

| Disk 8 | Disk 8                                | Disk 8                       | Disk 8 |
| Pořadí | Název                                 | Autor                        | Délka  |
| ------ | ------------------------------------- | ---------------------------- | ------ |
| 1.     | China Cat Sunflower                   | Garcia, Hunter               | 9:27   |
| 2.     | I Know You Rider                      | trad., arr. by Grateful Dead | 6:04   |
| 3.     | Me and My Uncle                       | Phillips                     | 3:34   |
| 4.     | Loose Lucy                            | Garcia, Hunter               | 7:52   |
| 5.     | Weather Report Suite                  | Weir, Andersen, Barlow       | 15:07  |
| 6.     | Mississippi Half-Step Uptown Toodeloo | Garcia, Hunter               | 8:26   |
| 7.     | Big River                             | Cash                         | 7:05   |

| Disk 9         | Disk 9               | Disk 9                                           | Disk 9  |
| Pořadí         | Název                | Autor                                            | Délka   |
| -------------- | -------------------- | ------------------------------------------------ | ------- |
| 1.             | Dark Star            | Garcia, Lesh, Weir, Kreutzmann, Godchaux, Hunter | 35:41   |
| 2.             | Eyes of the World    | Garcia, Hunter                                   | 13:36   |
| 3.             | China Doll           | Garcia, Hunter                                   | 5:40    |
| 4.             | Sugar Magnolia       | Weir, Hunter                                     | 10:19   |
| 5.             | Uncle John's Band    | Garcia, Hunter                                   | 7:32    |
| 6.             | Johnny B. Goode      | Berry                                            | 3:56    |
| 7.             | We Bid You Goodnight | trad, arr. by Grateful Dead                      | 3:11    |
| Celková délka: | Celková délka:       | Celková délka:                                   | 9:30:04 |

| Bonusový disk  | Bonusový disk                   | Bonusový disk                            | Bonusový disk |
| Pořadí         | Název                           | Autor                                    | Délka         |
| -------------- | ------------------------------- | ---------------------------------------- | ------------- |
| 1.             | China Cat Sunflower             | Garcia, Hunter                           | 7:58          |
| 2.             | I Know You Rider                | trad., arr. by Grateful Dead             | 5:57          |
| 3.             | Truckin'                        | Garcia, Lesh, Weir, Hunter               | 8:48          |
| 4.             | Stella Blue                     | Garcia, Hunter                           | 8:15          |
| 5.             | Eyes of the World               | Garcia, Hunter                           | 13:38         |
| 6.             | Space                           | Garcia, Lesh, Weir, Kreutzmann, Godchaux | 9:36          |
| 7.             | Sugar Magnolia                  | Weir, Hunter                             | 6:17          |
| 8.             | Goin' Down the Road Feeling Bad | trad., arr. by Grateful Dead             | 9:45          |
| 9.             | Casey Jones                     | Garcia, Hunter                           | 7:17          |
| Celková délka: | Celková délka:                  | Celková délka:                           | 77:32         |

## Sestava
- Jerry Garcia – sólová kytara, zpěv
- Bob Weir – rytmická kytara, zpěv
- Phil Lesh – basová kytara
- Donna Jean Godchaux – zpěv
- Keith Godchaux – klávesy
- Bill Kreutzmann – bicí